# Funkadelic (album)
| Recensione                        | Giudizio     |
| --------------------------------- | ------------ |
| AllMusic                          | [ 2 ]        |
| Robert Christgau                  | C+           |
| The New Rolling Stone Album Guide | [ 4 ]        |
| Sputnikmusic                      | 4.5 (Superb) |
| Piero Scaruffi                    | [ 6 ]        |
| Pitchfork                         | [ 7 ]        |
| Dizionario del Pop-Rock           | [ 8 ]        |
| Debaser                           | [ 9 ]        |

Funkadelic è l'album di debutto del gruppo statunitense Funkadelic, pubblicato nell'aprile del 1970.

## Tracce

### LP
Lato A
1. Mommy, What's a Funkadelic? – 9:08 (George Clinton)
2. I Bet You – 6:10 (T. Clinton, P. Lindsey, Sidney Barnes)
3. Music for My Mother – 6:19 (George Clinton)
4. I Got a Thing, You Got a Thing, Everybody's Got a Thing – 3:50 (Clarence Haskins)

Lato B
1. Good Old Music – 8:01 (George Clinton)
2. Qualify & Satisfy – 5:16 (George Clinton, William Nelson, Eddie Hazel)
3. What Is Soul – 8:40 (George Clinton)

### CD
Edizione CD del 2005, pubblicato dalla Westbound Records (WBCD-772000)
1. Mommy, What's a Funkadelic? – 9:06 (George Clinton)
2. I'll Bet You – 6:11 (George Clinton, Sidney Barnes, Theresa Lindsey)
3. Music for My Mother – 5:38 (William Nelson, Edward Hazel, George Clinton)
4. I Got a Thing, You Got a Thing, Everybody's Got a Thing – 3:54 (Clarence Haskins)
5. Good Old Music – 8:04 (George Clinton)
6. Qualify and Satisfy – 6:18 (Eddie Hazel, George Clinton)
7. What Is Soul – 7:40 (George Clinton)
8. Can't Shake It Loose – 2:28 (George Clinton, Joanne Jackson, Rose Marie McCoy, Sidney Barnes) – Traccia bonus
9. I'll Bet You – 4:10 (George Clinton, Sidney Barnes, Theresa Lindsey) – Traccia bonus
10. Music for My Mother – 5:17 (William Nelson, Edward Hazel, George Clinton) – Traccia bonus
11. As Good As I Can Feel – 2:31 (Clarence Haskins, George Clinton) – Traccia bonus
12. Open Our Eyes – 3:58 (Leon Lumpkins) – Traccia bonus
13. Qualify and Satisfy – 3:00 (Eddie Hazel, George Clinton) – Traccia bonus - Versione 45 giri
14. Music for My Mother – 6:14 (William Nelson, Edward Hazel, George Clinton) – Traccia bonus - Versione 45 giri strumentale

## Formazione
- Ed Hazel - chitarra solista, voce
- Tawl Ross - chitarra
- Mickey Atkins - organo
- Bill Nelson - basso, voce
- Tiki Fulwood - batteria, voce

Note aggiuntive
- George Clinton - produttore
- Bob Scerbo - coordinatore alla produzione
- Dorothy Schwartz - coordinatrice album
- Registrazioni effettuate al Terra Shirma Sound Studios di Detroit, Michigan (Stati Uniti)
- Milan Bogden, RussTerrana, Ed Wolfrum e Bryan Dombrowski - ingegneri delle registrazioni
- Armen Boladian - supervisore alle registrazioni
- The Graffiteria - design copertina album originale[11]

## Classifica
Album
| Anno | Classifica             | Posizione raggiunta |
| ---- | ---------------------- | ------------------- |
| 1970 | Billboard 200          | 126                 |
| 1970 | Top R&B/Hip-Hop Albums | 8                   |

Singoli
| Anno | Titolo del brano                                        | Classifica            | Posizione raggiunta |
| ---- | ------------------------------------------------------- | --------------------- | ------------------- |
| 1969 | I'll Bet You                                            | Billboard Hot 100     | 63                  |
| 1970 | I Got a Thing, You Got a Thing, Everybody's Got a Thing | Billboard Hot 100     | 80                  |
| 1969 | I'll Bet You                                            | Hot R&B/Hip-Hop Songs | 22                  |
| 1969 | Music for My Mother                                     | Hot R&B/Hip-Hop Songs | 50                  |
| 1970 | I Got a Thing, You Got a Thing, Everybody's Got a Thing | Hot R&B/Hip-Hop Songs | 30                  |